# Jackson (cráter)

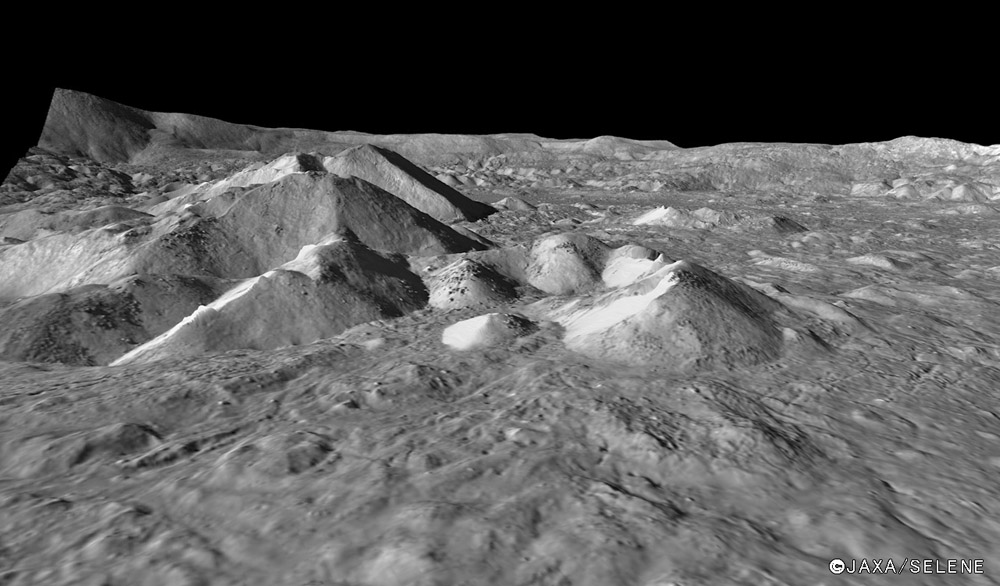
Imagen oblicua a baja cota de los montículos del centro de Jackson (Misión Kaguya)

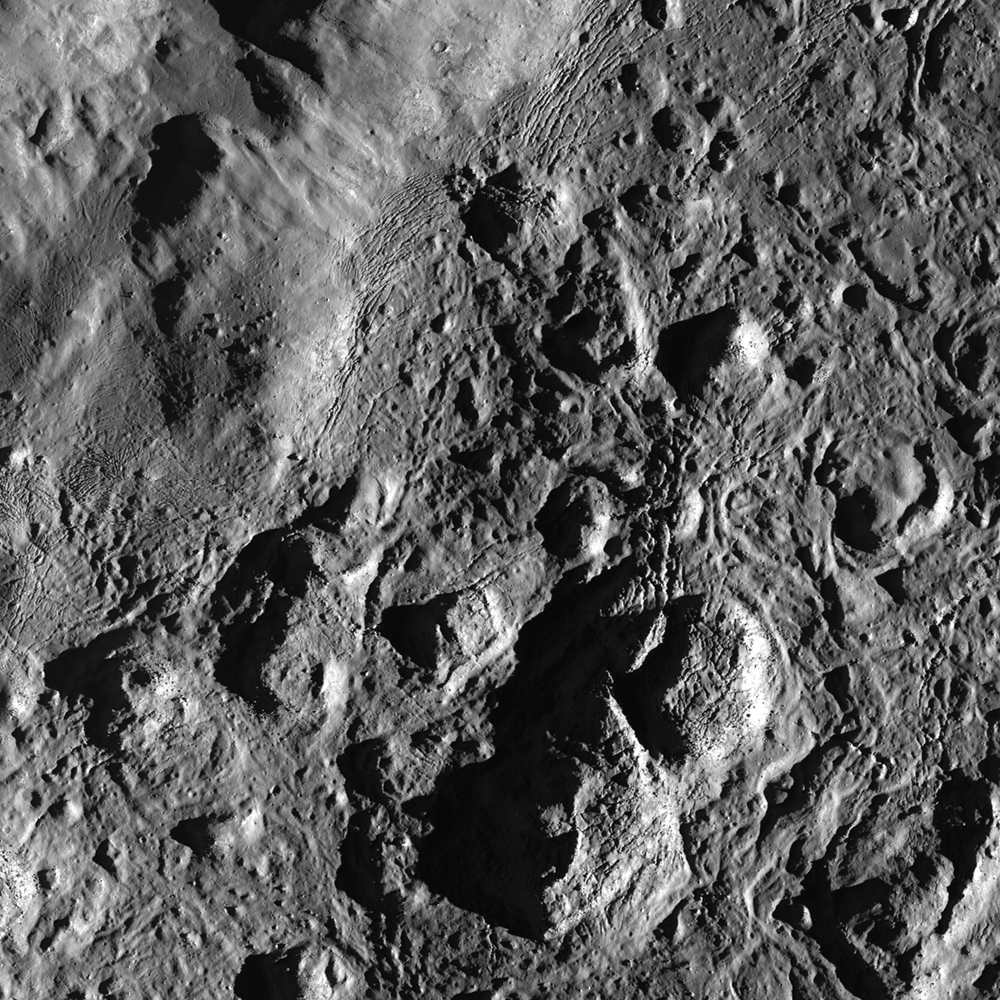
Fotografía de la misión Lunar Reconnaissance Orbiter

Jackson es un prominente cráter de impacto localizado en el hemisferio norte de la cara oculta de la Luna. A menos de un diámetro del cráter al noreste se halla el cráter Mineur, y al sursudoeste se encuentra McMath.
|  |

Este cráter se localiza en el centro de un gran sistema de marcas radiales. Una falda de material de albedo superior cubre la superficie alrededor de un diámetro del cráter, con una banda ligeramente más oscura en las murallas exteriores. Más allá de ese radio, los rayos forman amplias secciones cada vez más difusas y débiles con la distancia. Las secciones más grandes se encuentran en arcos de aproximadamente 90° al noreste y suroeste, mientras que un arco más estrecho se proyecta hacia el sur-sureste. Los rayos continúan durante cientos de kilómetros por toda la superficie circundante.
El brocal del cráter está bien definido y no presenta un desgaste significativo. El borde es de forma algo poligonal, con el borde suroriental más redondeado. Las paredes interiores muestran algunos aterrazamientos. El suelo interior aparece generalmente nivelado, con algunas irregularidades en la parte noreste. Algunas zonas de la plataforma interior poseen un albedo relativamente alto.
Jackson se encuentra al noroeste de la Cuenca Dirichlet-Jackson.

## Cráteres satélite
Por convención estos elementos son identificados en los mapas lunares poniendo la letra en el lado del punto medio del cráter que está más cercana a Jackson.
|         | \| Jackson \| Coordenadas \| Diámetro \| \| ------- \| ------------------------------- \| -------- \| \| Q \| 21°06′N 164°42′O / 21.1, -164.7 \| 13 km \| \| X \| 25°12′N 164°18′O / 25.2, -164.3 \| 17 km \| |          |
| Jackson | Coordenadas | Diámetro |
| Q       | 21°06′N 164°42′O / 21.1, -164.7 | 13 km    |
| X       | 25°12′N 164°18′O / 25.2, -164.3 | 17 km    |